# دالمو
دالمو هو لاعب كرة قدم برازيلي في مركز الهجوم، ولد في 18 فبراير 1984. لعب مع زبرويوفكا برنو ونادي غوياس.

## وصلات خارجية
- دالمو على موقع قاعدة بيانات كرة القدم.إي يو (الإنجليزية)
- دالمو على موقع Soccerway.com (الإنجليزية)